# Гаспар Ульєль
Гаспа́р Ульє́ль (фр. Gaspard Ulliel, /gaspaʁ yljɛl/; 25 листопада 1984 року, Булонь-Біянкур — 19 січня 2022) — французький актор і модель.

## Біографія
Гаспар Ульєль народився 25 листопада 1984 року в паризькому передмісті Булонь-Біянкур у родині стилістів. У дитинстві мріяв стати кінорежисером і по закінченні ліцею вступив до університету Сен-Дені, де вивчав кінематограф. Зніматися в кіно почав ще школярем, першу свою роль в телевізійному фільмі він зіграв у дванадцять років. На французькому телебаченні актора-початківця швидко помітили, і за наступні роки Ульєль з'явився в багатьох телепроєктах, фільмах, почав зніматися в компанії найвідоміших акторів світу, наприклад, Моніка Белуччі, Одрі Тоту, Маріон Котіяр, Джоді Фостер, Жульєт Бінош, Наталі Портман, Елайджа Вуд, Жерар Депардьє.
Окрім зйомок у кіно, Ульєль займався модельною діяльністю, був обличчям брендів Chanel, Dior.
У 2007 році Гаспар з'явився на обкладинці французького Vogue.
У 2010-му знявся в рекламі парфумів Bleu de Chanel, режисером якої був оскароносний Мартін Скорсезе.
У липні 2015 році Гаспар Ульєль нагороджений французьким орденом Мистецтв та літератури (Кавалер).
18 січня 2022 року Гаспар Ульєль став жертвою нещасного випадку на гірськолижному курорті Ла-Розьєр в Монвалезані (Савоя), отримавши черепно-мозкову травму через зіткнення з іншим лижником, після чого у несвідомому стані був доправлений вертольотом до університетського лікарняного центру Гренобля (у передмісті Ла-Тронш), де й помер наступного дня, 19 січня, у 37-річному віці.

## Цікаві факти
- Шрам на лівій щоці — результат нападу добермана, якого Ґаспар зазнав у віці 6 років, коли хотів проїхатися верхи на собаці. Ґаспар — шульга. Зріст — 180 см.
- Улюблена акторка — Жанна Моро. Ґаспар був великим шанувальником Мілана Кундери.
- Брав участь у лижних змаганнях, займався плаванням, скейтбордингом, серфінгом і тенісом.
- Вільно володів англійською мовою.
- Був неодруженим, зустрічався з акторкою Маріон Котіяр, дочкою принцеси Монако Кароліни Шарлоттою Казірагі, Сесіль Кассель, моделлю Джорданн Крантелль та іншими. Із 2013 року до своєї смерті Ульєль перебував у стосунках з французькою моделлю Ґаель П'єтрі, 9 лютого 2016 року у пари народився син Орсо[11].

## Фільмографія

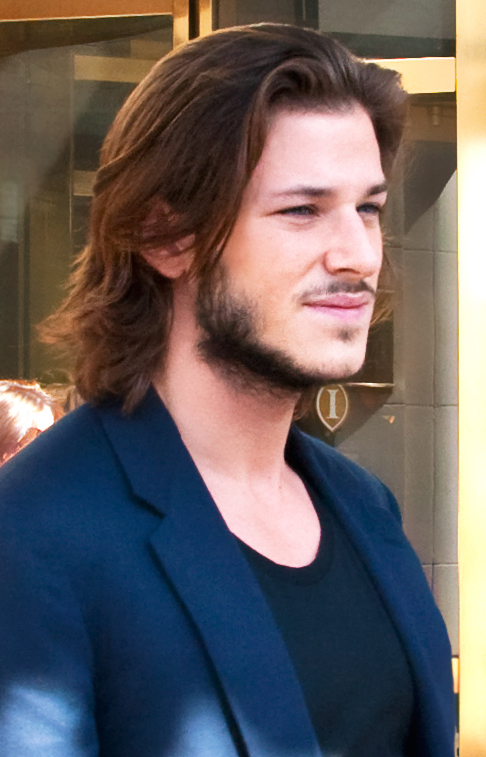
Гаспар Ульєль на Міжнародному кінофестивалі в Торонто (2009 р.)

| Рік  |   | Українська назва                          | Оригінальна назва                                  | Роль                                      |
| ---- | - | ----------------------------------------- | -------------------------------------------------- | ----------------------------------------- |
| 1997 | ф | Місія: Охоронець                          | Mission protection rapprochée                      |                                           |
| 1998 | ф | Хороші канікули                           | Bonnes vacances                                    | Жоель                                     |
| 1999 | ф | Каруселі                                  | La bascule                                         | Олів'є Барон                              |
| 1999 | ф | Прізвисько                                | Alias                                              | Ніколя Трайє                              |
| 1999 | ф | Жульєт                                    | Juliette                                           | Ніколя д’Астьє                            |
| 2000 | ф | Жульєн Лаппренті                          | Julien l'apprenti                                  | 14-літній Жюльєн                          |
| 2001 | ф | Братство вовка                            | Le pacte des loups                                 | Луї, хлопчик, що разом із сестрою пас кіз |
| 2001 | ф | Рідкісна птиця                            | L'Oiseau rare                                      | Кевін                                     |
| 2002 | ф | Цілуй, кого хочеш                         | Embrassez qui vous voudrez                         | Лоік                                      |
| 2003 | ф | Ті, що заблукали                          | Les égarés                                         | Іван                                      |
| 2004 | ф | Валізи Тульса Люпера: Із Во до моря       | The Tulse Luper Suitcases, Part 2: Vaux to the Sea | Леон                                      |
| 2004 | ф | Довгі заручини                            | Un long dimanche de fiançailles                    | Манек                                     |
| 2004 | ф | Останній день                             | Le dernier jour                                    | Симон                                     |
| 2005 | ф | Будинок Ніни                              | La Maison de Nina                                  | Айзік                                     |
| 2006 | ф | Париж, я люблю тебе                       | Paris, je t'aime                                   | Гаспар                                    |
| 2007 | ф | Помста бідняка                            | Jacquou le croquant                                | Жаку                                      |
| 2007 | ф | Молодий Ганнібал                          | Hannibal Rising                                    | Ганнібал Лектер                           |
| 2007 | ф | Незнайомець                               | L'inconnu                                          | незнайомець                               |
| 2008 | ф | Третина світу                             | La troisième partie du monde                       | Франсуа                                   |
| 2008 | ф | Дамба проти Тихого океану                 | Un barrage contre le Pacifique                     | Жозеф                                     |
| 2009 | ф | Замкнене коло                             | Le premier cercle                                  | Антон Малакян                             |
| 2009 | ф | Удача винороба                            | The Vintner's Luck                                 | ангел Ксас                                |
| 2009 | ф | Ультиматум                                | Ultimatum                                          | Натанаель                                 |
| 2010 | ф | Принцеса де Монпансьє                     | La Princesse De Montpensier                        | Генріх I де Гіз                           |
| 2011 | ф | Мистецтво кохати                          | L'Art d'aimer                                      | Вільям                                    |
| 2012 | ф | Ти будеш шанувати свою матір і свою матір | Tu honoreras ta mère et ta mère                    | Бальтазар                                 |
| 2014 | ф | Святий Лоран. Страсті великого кутюр'є    | Saint Laurent                                      | Ів Сен-Лоран                              |
| 2016 | ф | Це всього лиш кінець світу                | Juste la fin du monde                              | Луї                                       |
| 2016 | ф | Танцівниця                                | La Danseuse                                        | Луї                                       |
| 2018 | ф | Єва                                       | Eva                                                | Бертран Валад                             |
| 2018 | ф | Один король — одна Франція                | Un peuple et son roi                               | Базіль                                    |
| 2019 | ф | Сібіл                                     | Sibyl                                              | Ігор                                      |
| 2022 | с | Місячний лицар                            | Moon Knight                                        | Антон Моґарт / Міднайт Мен                |